# Nimesulida
A nimesulida ou nimesulide é um medicamento da classe dos anti-inflamatórios não esteróides (AINEs), que atua através da inibição da enzima ciclooxigenase e, consequentemente, da cascata do ácido araquidónico, que é responsável pela síntese de substâncias envolvidas na inflamação, tais como as prostaglandinas. Desta forma, a nimesulida combate os processos inflamatórios, as dores e a febre. Veja a bula do medicamento.

## Efeitos Adversos
A inibição da ativação dos neutrófilos, diminuição da produção de citocinas, redução da produção de enzimas degradantes e possivelmente a ativação de receptores para os glicocorticoides.

## Posologia
A nimesulida é administrada por via oral em doses iguais ou inferiores a 100 mg 2 vezes/dia como anti-inflamatório, analgésico e antipirético. Seu uso na Europa é limitado a no máximo 15 dias devido ao risco de hepatotoxicidade.